# Кольорова літографія
Літогра́фія (від грец. λίθος — камінь та грец. γράφω — писати) — техніка гравюри, коли фарба під тиском переноситься з пласкої друкарської форми на папір. При застосуванні літографії на кам’яній або металевій пластині створюється малюнок літографським олівцем або літографською тушшю. Жирні місця (малюнок на камені) не змочуються кислотою при обробці матриці і стають узвишшями майбутньої друкарської форми.

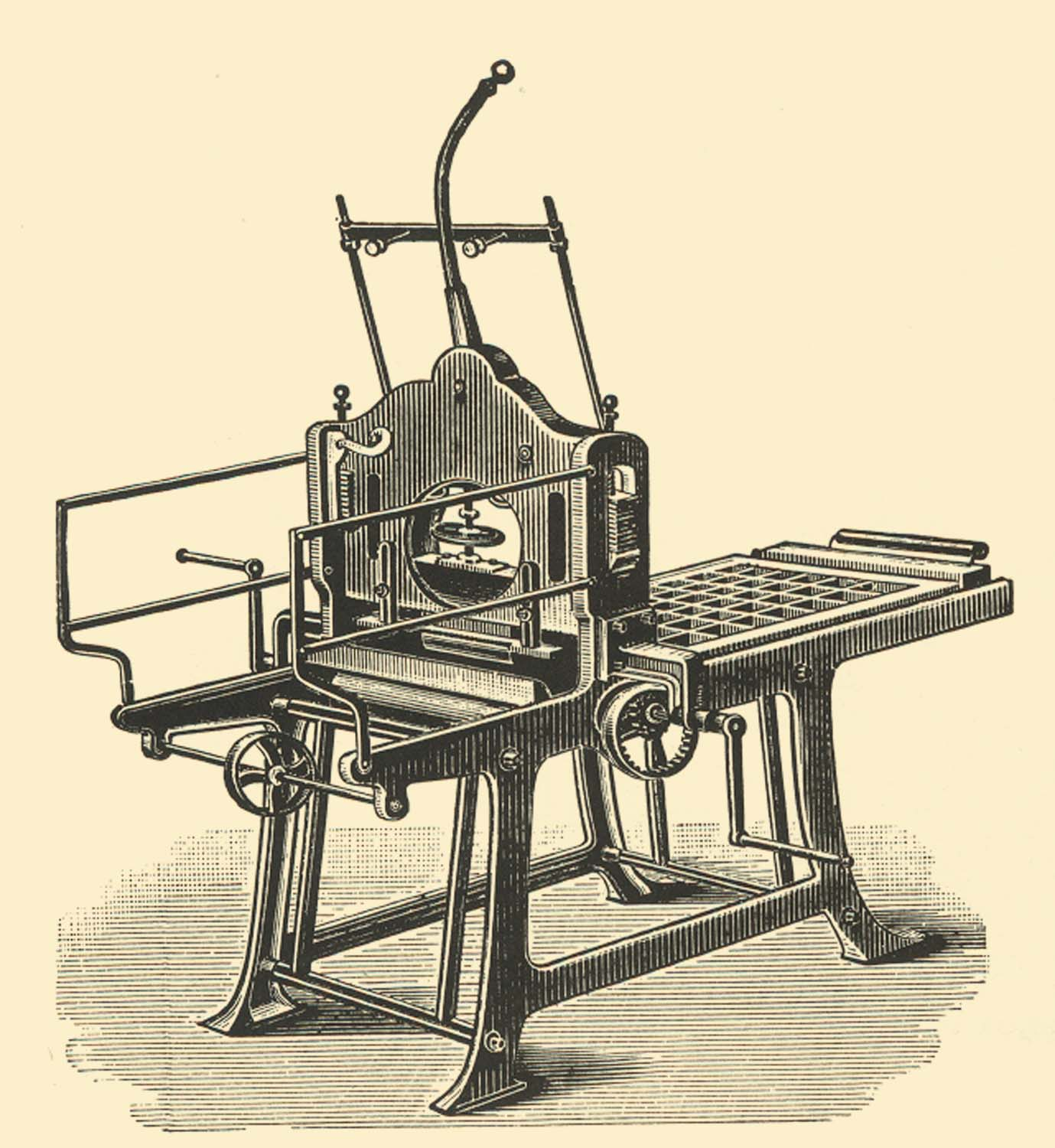
Літографський верстат 1839 року

## Історія
У 1796 році Алоїз Зенефельдер (колишній актор, а згодом власник друкарні), захопившись типографським справою, винайшов оригінальний спосіб друку малюнків на аркушах паперу. Принцип дії заснований на отриманні відбитків з поверхні гладкого каменю, куди попередньо наносилася фарба. Особливістю такого перенесення було попереднє креслення необхідного контуру на спеціальному валику. Цей валик прокочувався по поверхні каменя. Сам камінь потім щільно притискався до паперу, залишаючи чіткий слід на ній. Цей спосіб одержав назву літографія. 
Поява літографії дозволило друкувати книги, ілюстровані художниками. Тепер з’явилася можливість створювати порівняно дешеву друковану продукцію. Раніше для створення ілюстрацій при друку книг використовувався більш дорогий спосіб і менш продуктивний – шовкографія. 
Поява літографії дозволило використовувати цей метод для розмноження географічних карт. Одним з перших на це нововведення звернув свою увагу Наполеон, він тоді вже готувався завоювати весь світ, були потрібні карти країн і міст. Тому Алоїз Зенефельдер отримав свої перші замовлення в Парижі, де він розпочав друк карт для французької армії, придбавши виключні права на свій винахід (тільки з Росією Наполеону не пощастило, не було достатньо докладних карт). 
Обробка плоских каменів вимагала значних витрат на технологічний процес друку, тому в подальшому були розроблені металеві пластини, які можна багаторазово використовувати (їх миють після друку того чи іншого видання). Є й пластини одноразового застосування, але вони поступово витісняються пластинами багаторазової друку.

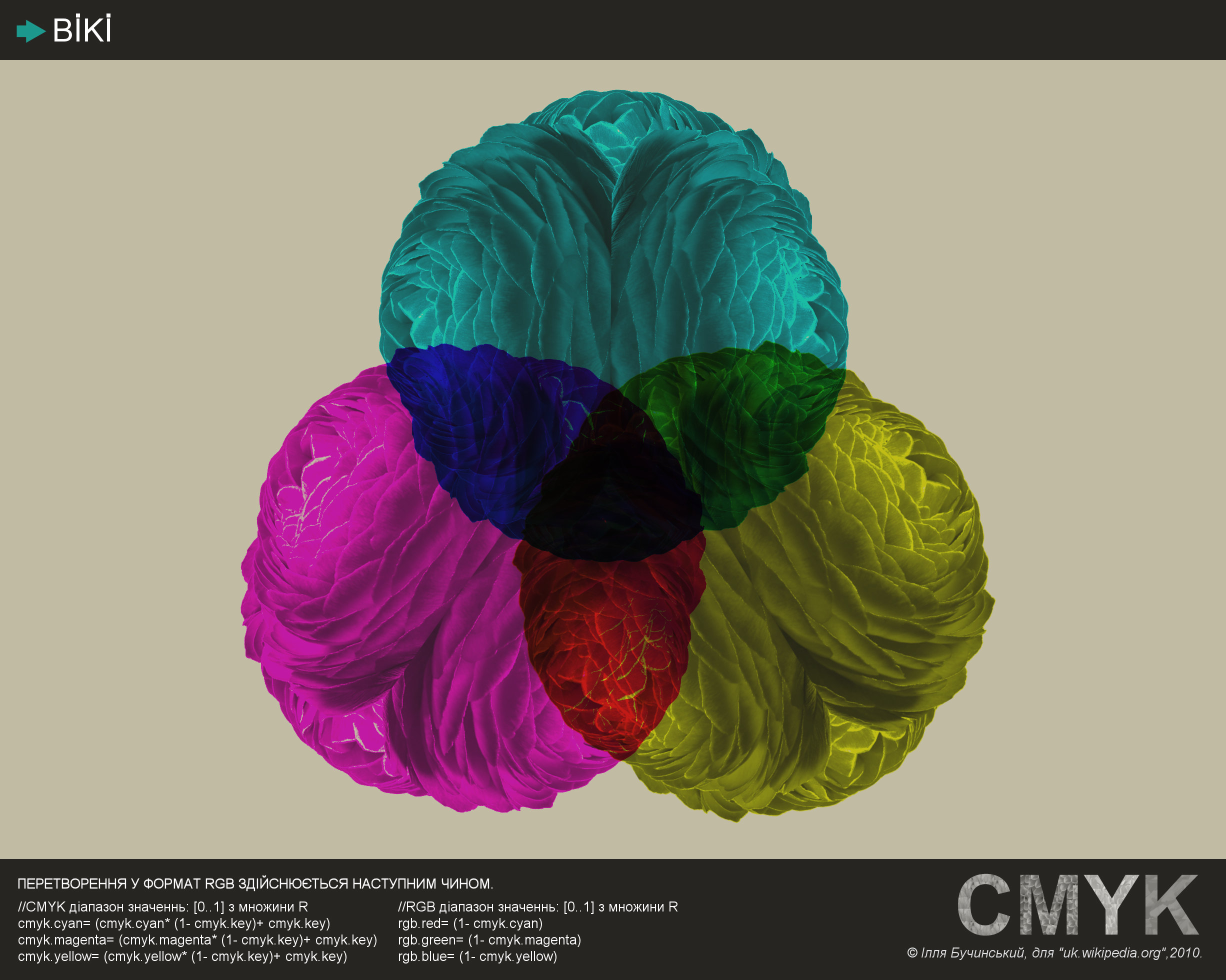
CMYK схема схрещування та перетворення в RGB формат

## Техніка
Спочатку літографічний друк був виключно монохромний – все друкувалося тільки одним кольором, в основному чорним. Але сама ідея виявилася цікавою, тому розробивши систему «прив’язок» кольору до аркушу, почали друкувати і кольорові ілюстрації. У середині XIX століття майже одночасно в кількох країнах був запропонований стандарт розкладання кольорової картинки на складові кольору, яким ми користуємося і сьогодні. Колірне розкладання CMYK дозволило організувати поетапну друк кожного кольору окремо. До складу CMYK входять наступні кольори: 
С – cyan – синій-зелений; 
M – magenta – пурпуровий; 
Y – yellow – жовтий; 
K – key color – чорний (невідповідність букви і реального кольору пояснюється тим, що black (чорний) і blue (блакитний) починаються з однієї літери. Є й таке припущення, що використано позначення із спеціального написання blacK. 
Для кольорового друку попередньо виконується розкладання картинки на складові кольору, а потім друкуються фарби в наступній послідовності: жовтий, пурпуровий, синьо-зелений та чорний. Такий підхід дозволяє нанести всі кольори рівномірно по поверхні друкованого аркуша. 

## Необхідні прилади і матеріали
- Літографський верстат
- Літографський камінь (зазвичай вапняк, зараз переважно використовують металеві платівки)
- Літографський олівець або літографська туш

## Застосування
Сьогодні принцип літографії знаходить застосування в типографських машинах, тільки сам процес нанесення малюнка на друкуючі форми помітно змінився. При розробці і створенні перших комп’ютерів одним з найважливіших завдань була робота з графікою. Розроблені і розробляються далі програми для створення барвистих ілюстрацій. Отримані макети переводять в CMYK, а потім передають на друковані пластини. Ті, в свою чергу, створюють відбиток на папері. 
Літографічної печаткою користуються не тільки в друкарні. Деякі художники використовують даний метод для малювання та своїх картин. Пабло Пікассо і Сальвадор Далі значну частину своїх творів створили методом літографії. Сальвадор Далі настільки захопився таким методом створення картин, що на базі одного базового зображення створював кілька різних відбитків із змінною колірною тональністю. Така літографія отримала назву авторської літографічного друку. В якості ілюстрації використана одна з літографій Сальвадора Далі.

## Галерея

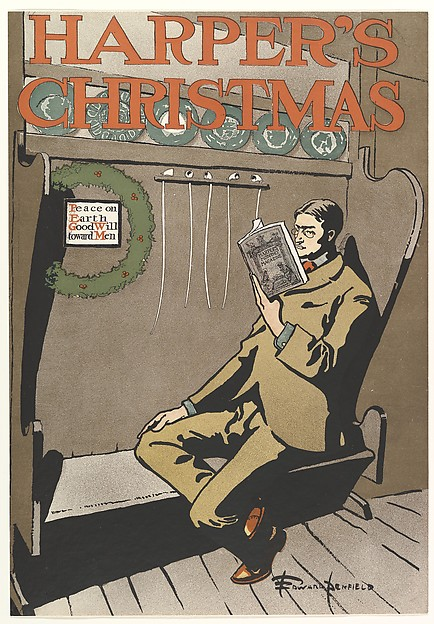
Едвард Пенфілд (1866–1925). Різдвяний журнал Харперс. кольорова літографія, Музей мистецтва Метрополітен, 1897 р.

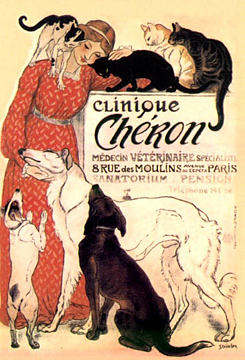
Худ. Теофіль Стейнлен. Реклама ветеринарної клініки, 1905 р., кольорова літографія

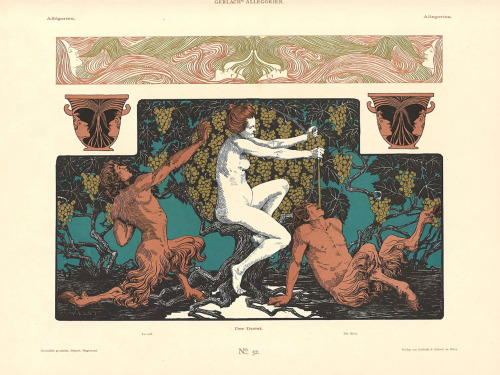
Вільгель Франц Ліст. Алегорія, сецесія, кольорова літографія 1898 р.
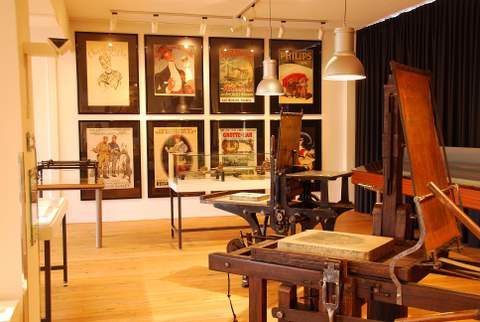
Зала з літографськими верстатами та готовими кольоровими літографіями, Валькенсвард, Нідерланди
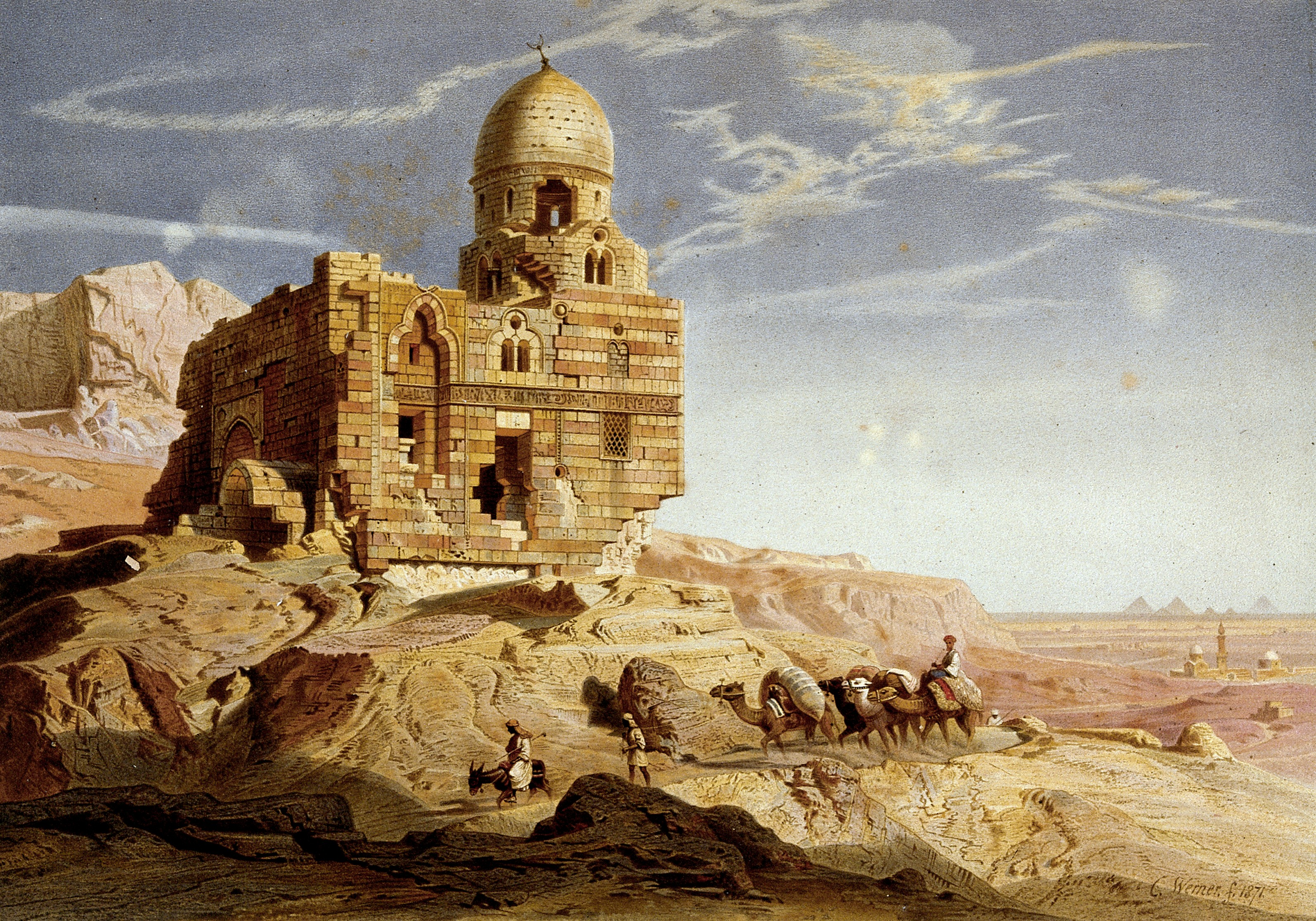
Карл Вернер. «Надгробок султана Варсбея», Каїр, перша половина 15 ст., кольорова літографія 19 ст.
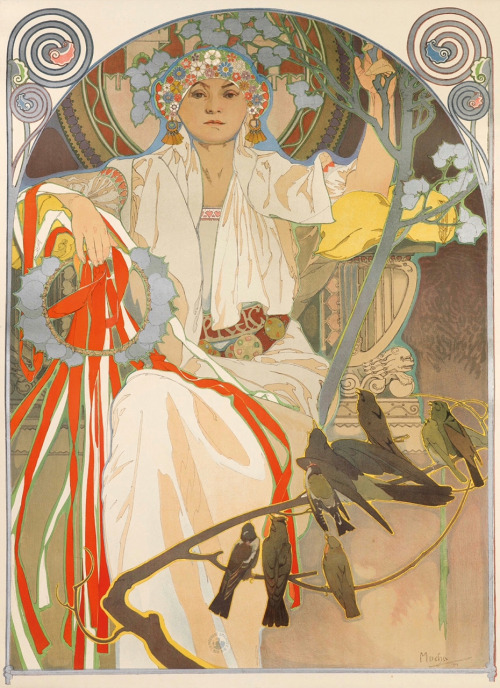
Альфонс Муха. Афіша «Весняний фестиваль пісні і музики», Прага, 1914 р. Кольорова літографія
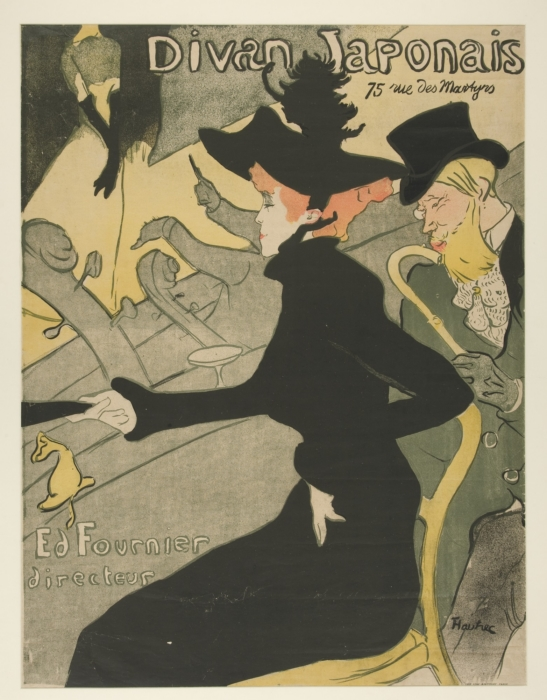
Анрі де Тулуз-Лотрек, «Японський диван», кольорова літографія 1892 р.